# Cerro Miramundo
Cerro Miramundo är ett berg i Guatemala.   Det ligger i departementet Departamento de Zacapa, i den centrala delen av landet, 110 km öster om huvudstaden Guatemala City. Toppen på Cerro Miramundo är 674 meter över havet, eller 232 meter över den omgivande terrängen. Bredden vid basen är 2,6 km. Arean är 9,0 kvadratkilometer.
Terrängen runt Cerro Miramundo är kuperad åt sydost, men åt nordväst är den platt. Runt Cerro Miramundo är det tätbefolkat, med 297 invånare per kvadratkilometer. Närmaste större samhälle är Zacapa, 4,5 km norr om Cerro Miramundo. Omgivningarna runt Cerro Miramundo är en mosaik av jordbruksmark och naturlig växtlighet.